# Glasgrodor
Glasgrodor (Centrolenidae) är en familj i ordningen stjärtlösa groddjur som förekommer i regnskogen mellan södra Mexiko och Bolivia samt i sydöstra Brasilien och i nordöstra Argentina.

## Kännetecken
Arter i denna familj har vanligtvis grön rygg men på buken är huden genomskinlig så att hjärtat, tarmen och äggen är synliga. Med undantag av arten Centrolene geckoideum, som når en kroppslängd av 8 cm, blir glasgrodor bara 3 cm långa. Några arter blir inte längre än 1,5 cm. Allmänt liknar de lövgrodor.

## Fortplantning
Honan lägger vanligtvis äggen på löv som hänger över ett vattendrag. När äggen kläcks faller ynglen ned i vattnet, där de lever skyddade på bottnen.

## Systematik
Enligt Amphibian Species of the World delas familjen in i två underfamiljer samt ett släkte med oklar taxonomi.
- Centroleninae
  - Centrolene (Jiménez de la Espada, 1872), 27 arter.
  - Chimerella, 2 arter.
  - Cochranella (Taylor, 1951), 9 arter.
  - Espadarana, 5 arter.
  - Nymphargus, 35 arter.
  - Rulyrana, 6 arter.
  - Sachatamia, 4 arter.
  - Teratohyla, 5 arter.
  - Vitreorana, 9 arter.
- Hyalinobatrachinae
  - Celsiella, 2 arter.
  - Hyalinobatrachium (Ruiz-Carranza & Lynch, 1991), 30 arter.
- incertae sedis
  - Ikakogi, 1 art.